# Szerelmi lecke
A Szerelmi lecke (eredeti cím: En lektion i kärlek) 1954-ben bemutatott Ingmar Bergman által rendezett svéd filmvígjáték.

## Cselekmény
David Erneman (Gunnar Björnstrand) nőgyógyász és felesége Marianne (Eva Dahlbeck) 15 éves házassága szétesőben van. David kapcsolatba keveredett egyik páciensével, Mariannet pedig régi szeretője, Carl-Adam (Åke Grönberg) próbálja ismét behálózni, aki egyben a férje legjobb barátja. Amikor a nő a Koppenhágába tartó vonatra száll, hogy találkozzon Carl-Adammal, David követi. Együtt töltött idejük alatt felelevenítik a múltat, majd Koppenhágában végül ismét felébred egymás iránt érzett szerelmük.

## Szereposztás
| Színész            | Karakter                  |
| ------------------ | ------------------------- |
| Gunnar Björnstrand | David Erneman             |
| Eva Dahlbeck       | Marienne Erneman          |
| Harriet Andersson  | Nix Erneman               |
| Åke Grönberg       | Carl-Adam                 |
| Olof Winnerstrand  | Henrik Erneman professzor |
| Yvonne Lombard     | Susanne Verin             |
| Renée Björling     | Svea Erneman              |
| John Elfström      | Sam                       |
| Birgitte Reimer    | Lise                      |
| Dagmar Ebbesen     | Lisa nővér                |
| Sigge Fürst        | lelkész                   |

## Fordítás
- Ez a szócikk részben vagy egészben  az   A_Lesson_in_Love című angol Wikipédia-szócikk fordításán alapul.  Az eredeti cikk szerkesztőit annak laptörténete sorolja fel. Ez a jelzés csupán a megfogalmazás eredetét és a szerzői jogokat jelzi, nem szolgál a cikkben szereplő információk forrásmegjelöléseként.